# Elizabeth Barton

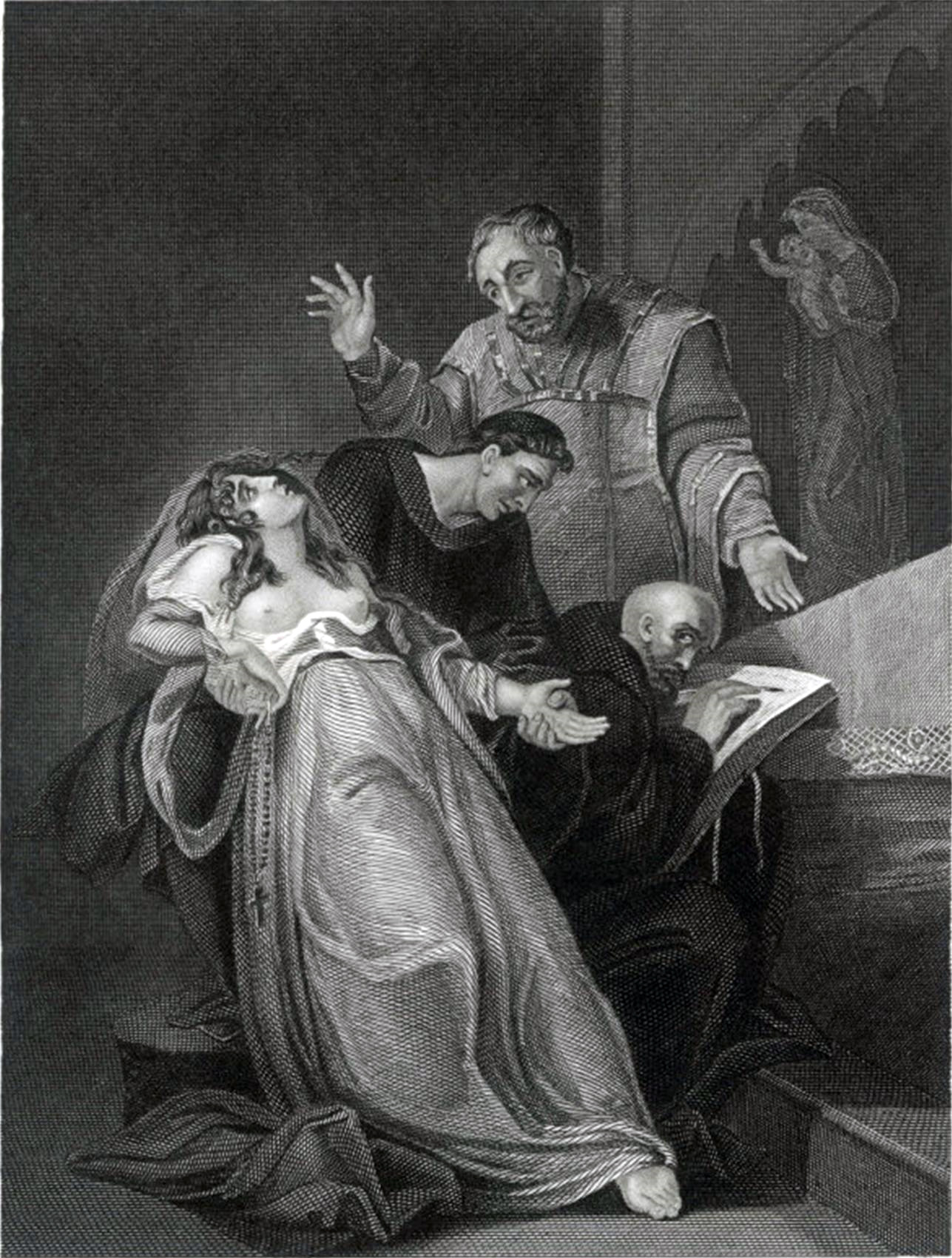
Uma gravura póstuma de Elizabeth Barton, provavelmente da autoria de Thomas Holloway, baseada numa pintura de Henry Tresham, incluída na The History of England (1793–1806), de David Hume. Representa Barton pela visão da propaganda protestante lançada contra ela na vida adulta e após a sua morte, em vez de oferecer uma representação realista

Elizabeth Barton (1506 – 20 de abril de 1534), conhecida como "A Freira de Kent , "A Santa Donzela de Londres", "A Santa Donzela de Kent " e, mais tarde, como "A Donzela Louca de Kent", foi uma freira católica inglesa. Foi executada devido ás suas profecias contra o casamento do rei Henrique VIII da Inglaterra com Ana Bolena . 

## Primeiros anos
Pouco se sabe sobre a infância de Barton. Ela nasceu em 1506 na paróquia de Aldington, a cerca de 12 milhas de Canterbury,  e parece ter tido origens humildes. Trabalhava como empregada doméstica em 1525 quando afirmou que as suas visões começaram. Estas seguiram-se ao sofrimento de que padeceu durante alguns meses devido a "um abscesso no estômago, que várias vezes subia até à garganta e lhe dificultava a respiração", durante o qual não conseguia comer nem beber e tinha convulsões e períodos de paralisia. 

## Visões
Na Páscoa de 1525,  aos 19 anos, enquanto trabalhava como empregada doméstica na casa de Thomas Cobb, um agricultor de Aldington, que trabalhava para o arcebispo William Warham, Barton afirmou ter tido visões muito vívidas e ter recebido revelações divinas que previam acontecimentos. Algund deles incluíram a morte de uma criança que vivia em sua casa ou, mais frequentemente, apelos para que as pessoas não se desviassem da Igreja Católica . As suas revelações seguiram um padrão de ortodoxia católica semelhante ao de outras "donzelas santas" no período medieval tardio.  Barton pediu para que as pessoas rezassem à Virgem Maria e realizassem peregrinações. Milhares acreditaram nas suas profecias e tanto o Arcebispo William Warham como o Bispo John Fisher atestaram a sua vida piedosa. 
Quando alguns eventos que Barton aparentemente previu aconteceram realmente, a sua reputação espalhou-se. As revelações de Barton tornaram-se públicas e o assunto foi exposto ao Arcebispo William Warham .  O pároco, Richard Masters, encaminhou o assunto a Warham, que nomeou uma comissão para garantir que nenhuma de suas profecias estivesse em desacordo com os ensinamentos católicos. Esta comissão foi liderada pelo monge beneditino, Edward Bocking, conselheiro espiritual de Barton.  Quando a comissão tomou uma decisão favorável, Warham fez preparativos para que Barton fosse recebida no Priorado Beneditino do Santo Sepulcro, na Cantuária, sob a direção espiritual de Bocking. 
A vida de Barton tornou-se muito pública. Não foi encontrado nada de incomum no seu caso; a sua suposta cura pública pela Virgem Maria em Court-at-Street (uma aldeia perto de Lympne, Kent) aumentou ainda mais a atenção e tornou-a tanto a ela como o Santuário Mariano famosos.
Em 1527, Robert Redman publicou A marueilous worke of late done at Court of Streete em Kent, que discutia todos os "milagres, revelações e profecias" de Barton e as controvérsias que levaram às prisões e execuções. 
Em 1528, Barton teve um encontro privado com o Cardeal Thomas Wolsey, o segundo homem mais poderoso da Inglaterra logo depois de Henrique VIII, e logo depois encontrou-se duas vezes com o próprio Henrique. Henrique aceitou Barton porque as suas profecias ainda apoiavam a ordem existente. Ela também consultou Richard Reynolds, um monge da Ordem de Santa Brígida da Abadia de Syon. Foi ele organizou um encontro entre Barton e Thomas More, que ficou impressionado com o fervor dela.  As suas profecias alertavam contra a heresia e condenavam a rebelião numa época em que Henrique tentava acabar com o luteranismo e receava uma revolta ou até mesmo ser assassinado pelos seus inimigos. 
Em 1534, as profecias de Barton deixaram de estar em sintonia com os interesses de Henrique VIII, tornando-se mais sobre assuntos políticos de estado e religião.  Quando o rei iniciou o processo para obter a anulação de seu casamento com Catarina de Aragão e tomar o controlo da Igreja na Inglaterra de Roma, Barton opôs-se à decisão. Barton também se opôs fortemente à Reforma Inglesa e, por volta de 1532, começou a profetizar que, se Henrique se casasse novamente, morreria dentro de poucos meses. Afirmou que até viu o lugar no Inferno para o qual ele iria. Thomas More acreditava que muitas destas profecias eram fictícias e que lhe foram atribuídas de forma errada,  e o rei Henrique viveu ainda mais 15 anos. Surpreendentemente, e provavelmente devido á sua popularidade, Barton não foi perseguida durante quase um ano. Além disso, Reynolds e Fisher alertaram-na para que não fizesse declarações "políticas" e afastaram-se dela. Os agentes do rei espalharam falsos rumores de que ela sofria de doenças mentais e tinha relações sexuais com padres. 

## Prisão e execução
Com sua reputação prejudicada, Barton foi presa pela Coroa em 1533 e forçada a confessar que tinha fabricado as suas revelações.  O que se sabe sobre sua confissão vem de Thomas Cromwell, os seus agentes e outras fontes afiliadas à Coroa. O Frei John Laurence, dos Frades Observantes de Greenwich, prestou um depoimento contra Barton e contra os companheiros Observantes, os Freis Hugh Rich e Richard Risby. Laurence então pediu para ser nomeado para um dos cargos deixados vagos devido à sua prisão.  Barton foi condenada por um ato de proscrição ( 25 Hen. 8. c. 12); um ato do Parlamento que autorizava a punição sem julgamento.
Barton foi acusada de traição por ato do Parlamento, com base no fato de se ter oposto de forma maliciosa ao divórcio de Henrique VIII de Catarina de Aragão e de ter profetizado que o rei perderia o seu reino. Embora Barton alegasse que Deus lhe tinha transmitido que já não reconhecia o reinado de de Henrique VIII, o ato de acusação argumentou que Barton estava no centro de uma conspiração contra o rei. Barton era vista como uma falsa profeta e que era encorajada a professar falsas revelações para persuadir outros a rebelar-se contra a monarquia. 
Em 20 de abril de 1534, Elizabeth Barton foi enforcada em Tyburn por traição. Tnha 28 anos. Cinco dos seus principais apoiantes foram executados juntamente com ela:
- Edward Bocking, monge beneditino da Igreja de Cristo, Canterbury
- John Dering, monge beneditino [8]
- Henry Gold, padre [9]
- Hugh Rich, frade franciscano [9]
- Richard Risby, frade franciscano [9]

Barton foi enterrada na Igreja Greyfriars em Newgate, mas a sua cabeça foi colocada numa estaca na Ponte de Londres. Foi a única mulher na história a receber tal desonra.

## Legado
Igrejas como a Igreja Católica Anglicana de Santo Agostinho de Cantuária  continuam a venerar Barton.

## Cultura popular
O caso de Barton é tratado no romance histórico de 2009, Wolf Hall, de Hilary Mantel, e na sua adaptação para a televisão, onde ela é interpretada por Aimee-Ffion Edwards. Barton e as suas profecias também são referidas no romance de Philippa Gregory de 2014, The King's Curse; o sexto e último livro da série The Cousins' War.
Barton é interrogada pessoalmente por Thomas Cromwell, Thomas Cranmer e Nicòla Frescobaldi em Shaking the Throne, da autora Caroline Angus.
Na peça Um Homem para Todas as Estações, de Robert Bolt, Barton é referida durante o interrogatório de Thomas More como tendo sido executada (ela foi executada cerca de 15 meses antes de More).  

## Links externos
- Watt, Diane (2004). «Dictionary of National Biography». Oxford Dictionary of National Biography online ed. Oxford University Press. doi:10.1093/ref:odnb/1598 (Requer Subscrição ou ser sócio da biblioteca pública do Reino Unido.).
- Hutchinson, John (1892). «Elizabeth Barton». Men of Kent and Kentishmen Subscription ed. Canterbury: Cross & Jackman. pp. 13–14